# Scheibenschötchen
Die Scheibenschötchen (Peltaria) bilden eine Pflanzengattung in der Familie der Kreuzblütengewächse (Brassicaceae). Der deutsche Trivialname Scheibenschötchen leitet sich aus der Form der Früchte ab, ebenso wie der wissenschaftliche Gattungsname Peltaria, das sich von griechischen Wort πέλτη = pelte für „kleiner Schild“ herleitet.

## Beschreibung

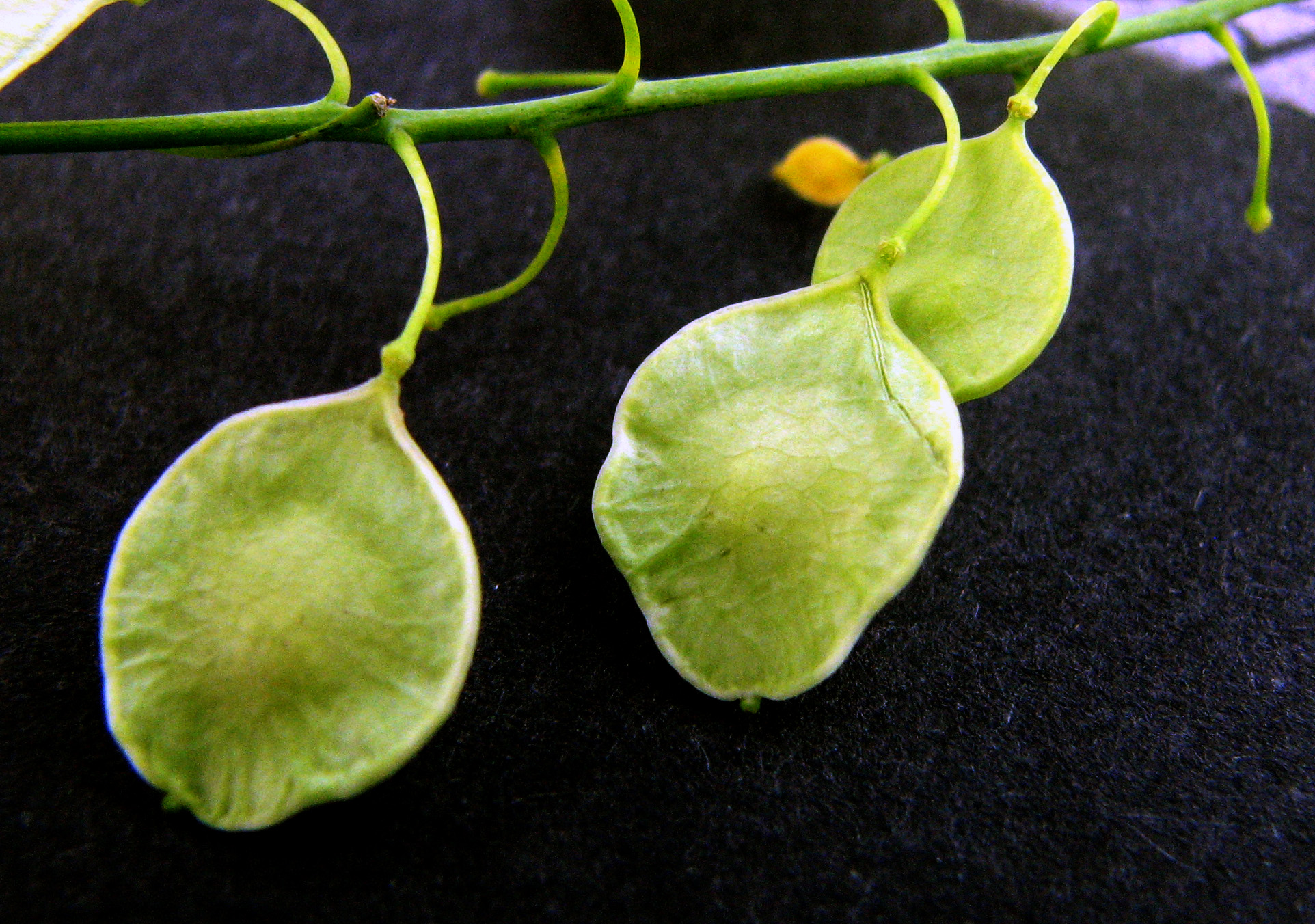
Schötchen von Lauch-Scheibenschötchen (Peltaria alliacea)

### Vegetative Merkmale
Die Scheibenschötchen-Arten sind ausdauernde krautige Pflanzen oder Halbsträucher.
Die Laubblätter sind am Stängel verteilt. Die Pflanzen sind kahl oder mit spärlichen Gabelhaaren besetzt und oft blaugrün bereift. Die Scheibenschötchen besitzen (wenige) langgestielte Grundblätter und sitzende Stängelblätter mit geöhrtem oder verschmälertem Grund.

### Generative Merkmale
Die zwittrigen Blüten sind vierzählig. Die vier Kelchblätter besitzen an der Spitze einen häutigen Rand. Die vier weißen oder rötlichen Kronblätter sind kurz genagelt.
Die Früchte hängen an einem kurzen Fruchtstiel. Die Schötchen sind scheibenförmig und völlig flach und enthalten nur ein bis drei Samen. Die reifen Schötchen sind stark erhaben, netzaderig und von einem Randnerv umzogen.

## Systematik und Verbreitung
Die Gattung Peltaria wurde 1762 durch Nikolaus Joseph von Jacquin in Enum. Stirp. Vindob. S. 260 aufgestellt.
Ein Synonym für Peltaria Jacq. ist Leptoplax O.E.Schulz.
Die Scheibenschötchen-Arten kommen von Südosteuropa über den Nahen Osten bis Zentralasien vor.
Nach Warwick, Francis und Al-Shehbaz und Klaus Kubitzki umfasst die Gattung vier Arten, von denen zwei Arten in Europa vorkommen. Es sind aber wohl nur noch drei Arten.

### Arten und ihre Verbreitung
Es gibt drei bis vier Arten:
- Lauch-Scheibenschötchen (Peltaria alliacea Jacq.,[1] Syn.: Peltaria perennis (Ard.) Markgraf): Sie kommt vom südöstlichen Österreich bis Albanien und Rumänien vor. Chromosomenzahl 2n = 14 (28, 56).
- Peltaria angustifolia DC.:[1] Sie kommt im Vorderen Orient in Israel[7]: nur auf den Golan-Höhen, Hermon-Gebirge und in Jordanien, Irak sowie Iran vor. Chromosomenzahl 2n = 14.
- Peltaria emarginata (Boiss.) Hausskn. (Syn.: Leptoplax emarginata (Boiss.) O.E.Schulz): Dieser Endemit kommt nur in Griechenland vor. Dies ist wohl ein Synonym von Bornmuellera emarginata (Boiss.) Rešetnik.[1]
- Peltaria turkmena Lipsky:[1] Sie kommt in Zentralasien vor. Chromosomenzahl 2n = 14.

Nicht mehr zu dieser Gattung wird gerechnet:
- Peltaria aucheri Boiss. → Ricotia aucheri (Boiss.) B.L.Burtt:[1] Sie kommt in der Türkei und im Kaukasusraum vor.